# Platalea leucorodia
La espátula común (Platalea leucorodia) es una especie de ave pelecaniforme de la familia Threskiornithidae, propia de Eurasia y África. Es un ave acuática zancuda de gran tamaño, de plumaje principalmente blanco, que se caracteriza por la forma de su pico: largo y aplanado con un ensanchamento romo en la punta, al que debe su nombre común actual. Sin embargo, durante la Edad Media y el Renacimiento se la conocía con el nombre de averramía.

## Descripción

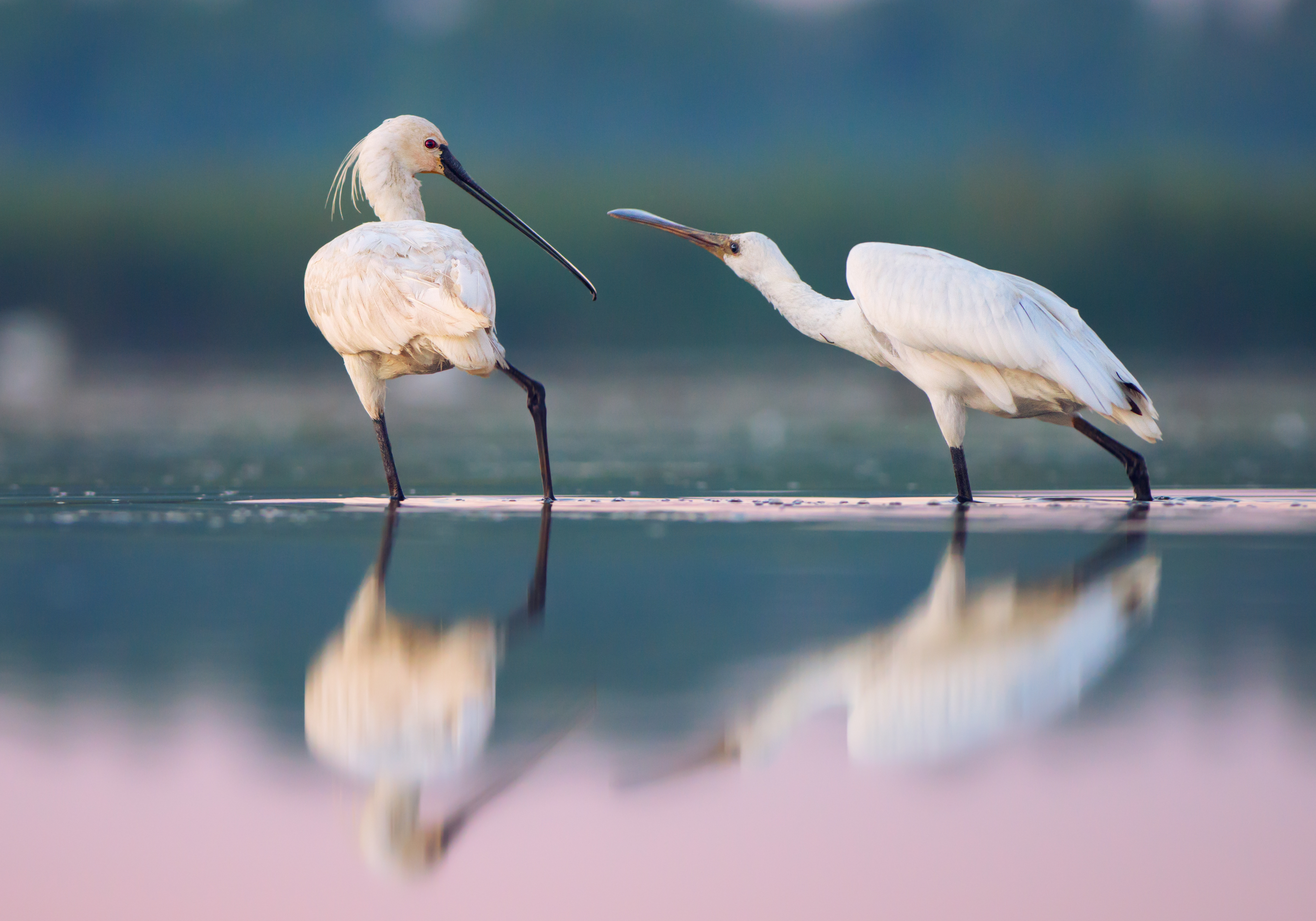
Dos espátulas en Ucrania.

La espátula es un ave zancuda grande, mide entre 80 y 93 cm de largo y tiene una envergadura alar de entre 120 y 135 cm.
Su plumaje es blanco casi por completo, aunque los adultos tienen una mancha dorada en la base del cuello durante la época de cría, y los individuos jóvenes tienen plumas negras en la punta de las alas. Tiene un copete en la nuca, más prominente en la época reproductiva. Se caracteriza por su pico largo, plano y de punta ancha, negro con una mancha amarilla en la punta en los adultos. En cambio, los juveniles tiene el pico grisáceo, y los polluelos de color anaranjado rosáceo. Las patas de las espátulas son negras, y en vuelo se ven extendidas hacia atrás.

## Taxonomía y etimología
La espátula común se clasifica con todas las demás especies de espátulas en el género Platalea, perteneciente a la familia Threskiornithidae. La familia Threskiornithidae está compuesta por dos subfamilias: la subfamilia de las espátulas (Plateinae) y la de los ibis (Threskiornithinae). A su vez, la familia Threskiornithidae se clasifica en el orden Pelecaniformes, junto a otras cuatro familias de aves acuáticas: Pelecanidae (pelícanos), Ardeidae (garzas), Balaenicipitidae (picozapato) y Scopidae (ave martillo). Las espátulas son aves zancudas acuáticas de picos largos, planos y espatulados, los cuales usan para pescar en aguas poco profundas.

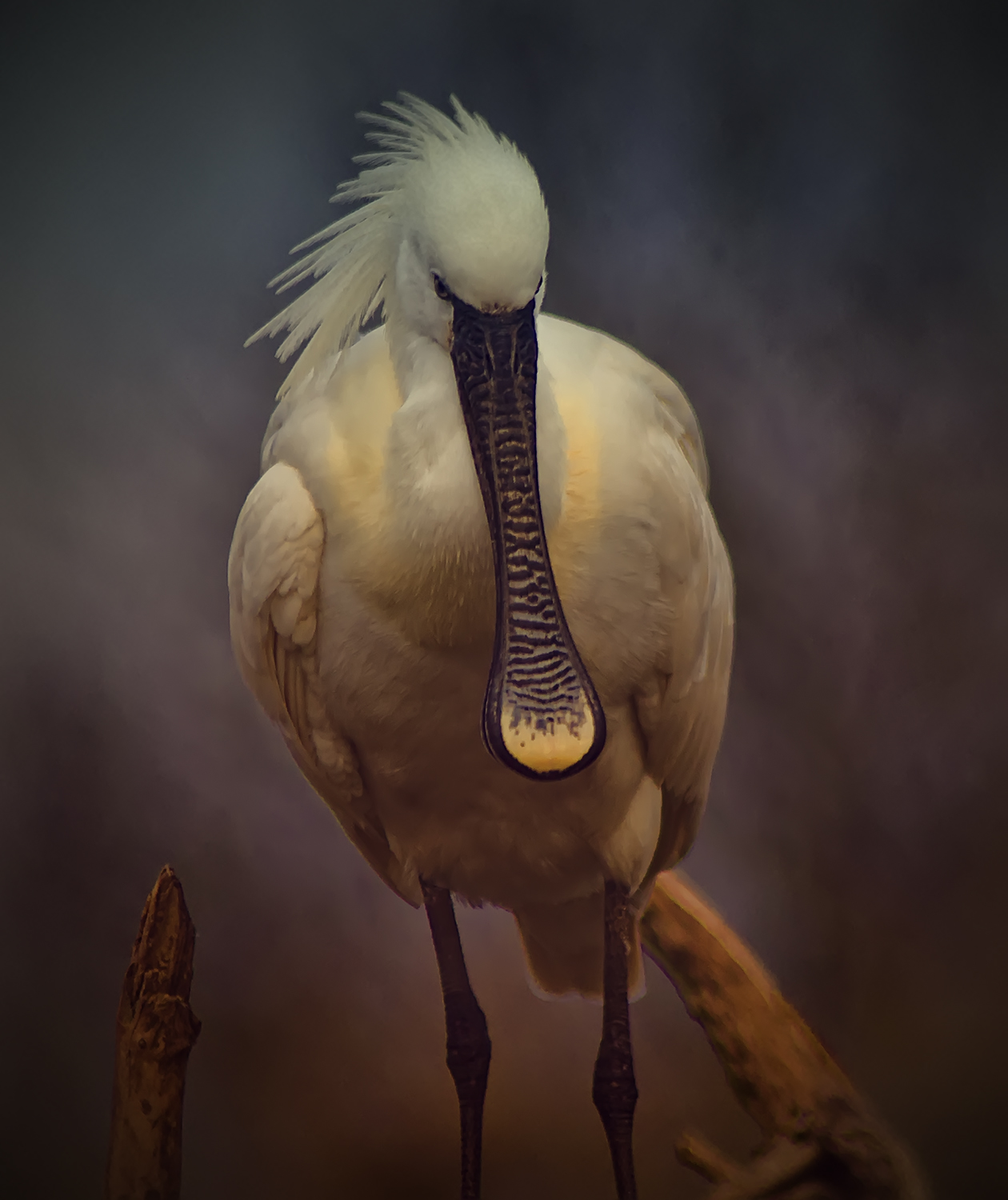
Por su pico es inconfundible con cualquier otra ave de su área de distribución.

La espátula común fue descrita científicamente por Carlos Linneo en 1758 en la décima edición de su obra Systema naturae, con el mismo nombre que en la actualidad, Platalea leucorodia, El nombre del género, Platalea, es el nombre de esta ave en latín, que a su vez procede del griego πλατύς (platus) que significa «ancho, plano», en relación con su pico. Por su parte, su nombre específico, leucorodia, procede de la combinación de los términos griegos λευκός (leukós) «blanco» y ἐρῳδιός (erodiós) «garza».
Se reconocen tres subespecies de espátula común:
- Platalea leucorodia leucorodia Linnaeus, 1758 - cría en los humedales de Europa y la mayor parte del Asia templada;
- Platalea leucorodia balsaci Naurois & Roux, 1974 - habita en el oeste de Mauritania;
- Platalea leucorodia archeri Neumann, 1928 - cría en las costas del mar Rojo y Somalia.

Las especies más cercanamente emparentadas con la espátula común son la espátula real (Platalea regia) y la espátula menor (Platalea minor).

## Distribución y hábitat

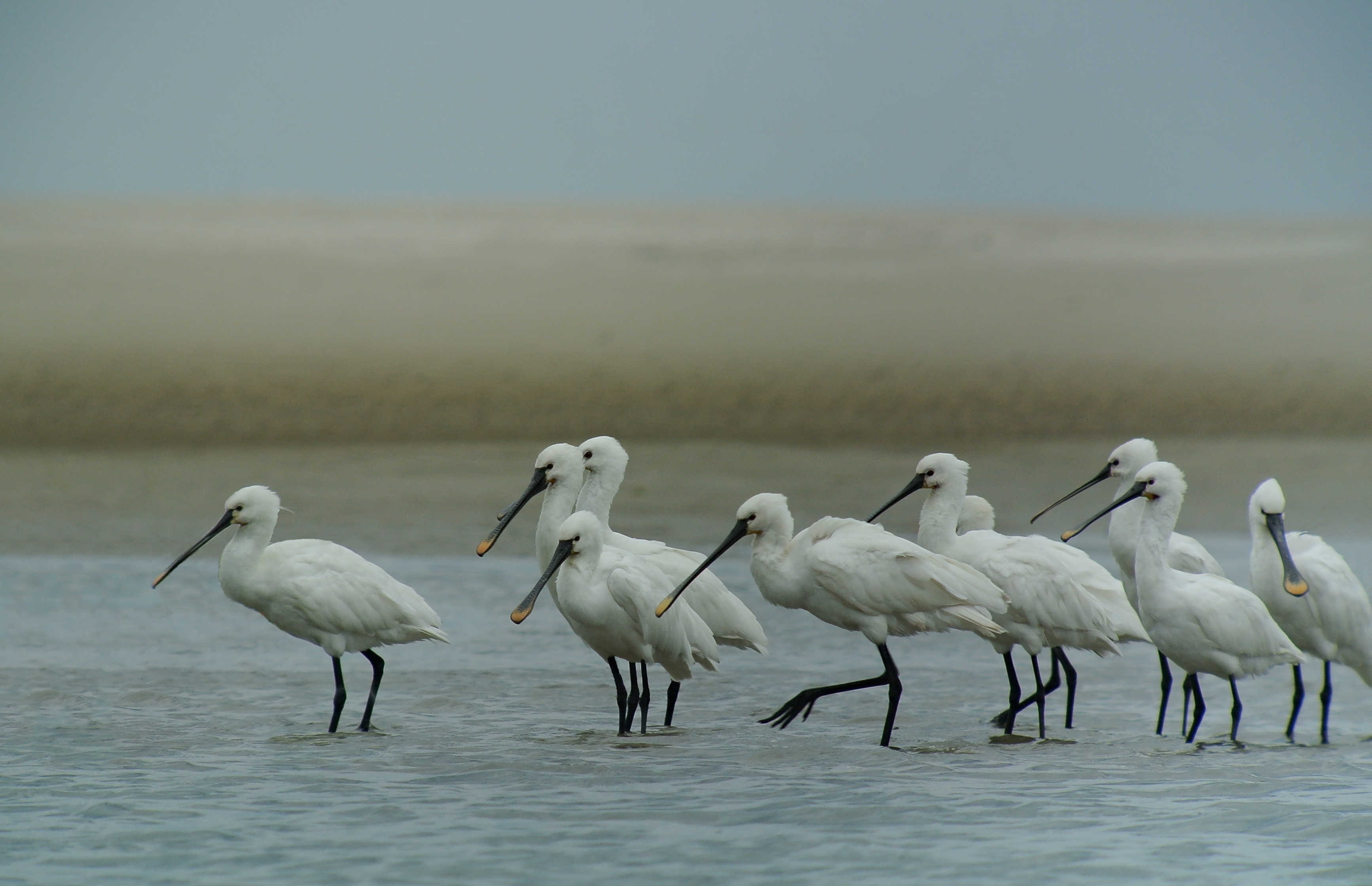
Las espátulas habitan en humedales de aguas someras.

Es una especie paleártica de amplia distribución. Cría desde España y el Reino Unido hasta Japón. También cría en algunas zonas del norte de África. En Europa solo hay poblaciones de tamaño considerable en Holanda, España, Austria, Hungría y Grecia y el Cáucaso, pero la mayoría se extiende por las zonas templadas de Asia. La mayoría de las poblaciones migran en invierno a zonas tropicales y subtropicales. Las espátulas que crían en Europa viajan principalmente a África, a los humedales de las zonas justo al sur del Sáhara; aunque un gran número de estas aves pasan el invierno en los estuarios de los ríos Souss y Massa, en Marruecos, y algunas se quedan en las zonas más cálidas de sus zonas de cría. Las poblaciones de Ásia, en cambio, pasan el invierno principalmente en el subcontinente indio y el sur de China.
En España es posible ver el paso migratorio de la población europea hacia África por el corredor migratorio "Playa de la Barrosa-Cabo Roche" (en Chiclana y Conil de la Frontera)  en dirección a Mauritania y Senegal. Tiene una población residente todo el año en Doñana.[cita requerida] También pasa el invierno en río Guadalhorce, el delta del Ebro y algunos ejemplares en las lagunas de Villafáfila, Zamora.[cita requerida] Se han avistado algunos ejemplares en las Salinas del Cabo de Gata. Es escasa en Canarias.[cita requerida].
Habita en zonas de pantanos, lagos de aguas poco profundas y salinas. Las espátulas prefieren vivir en humedales extensos de aguas someras, con grandes barrizales o bancos de arena; pero pueden vivir en cualquier tipo de pantano, marisma, río, lago, zona inundable o manglar, ya sean de agua dulce o salobre, o aguas negras; especialmente en aquellos en los que haya islas o vegetación emergente, como cañaverales o árboles y arbustos diseminados (especialmente de los géneros Salix, Quercus y Populus). En invierno las espátulas también pueden frecuentar hábitats marinos resguardados como los deltas, estuarios, rías y lagunas costeras.

## Comportamiento

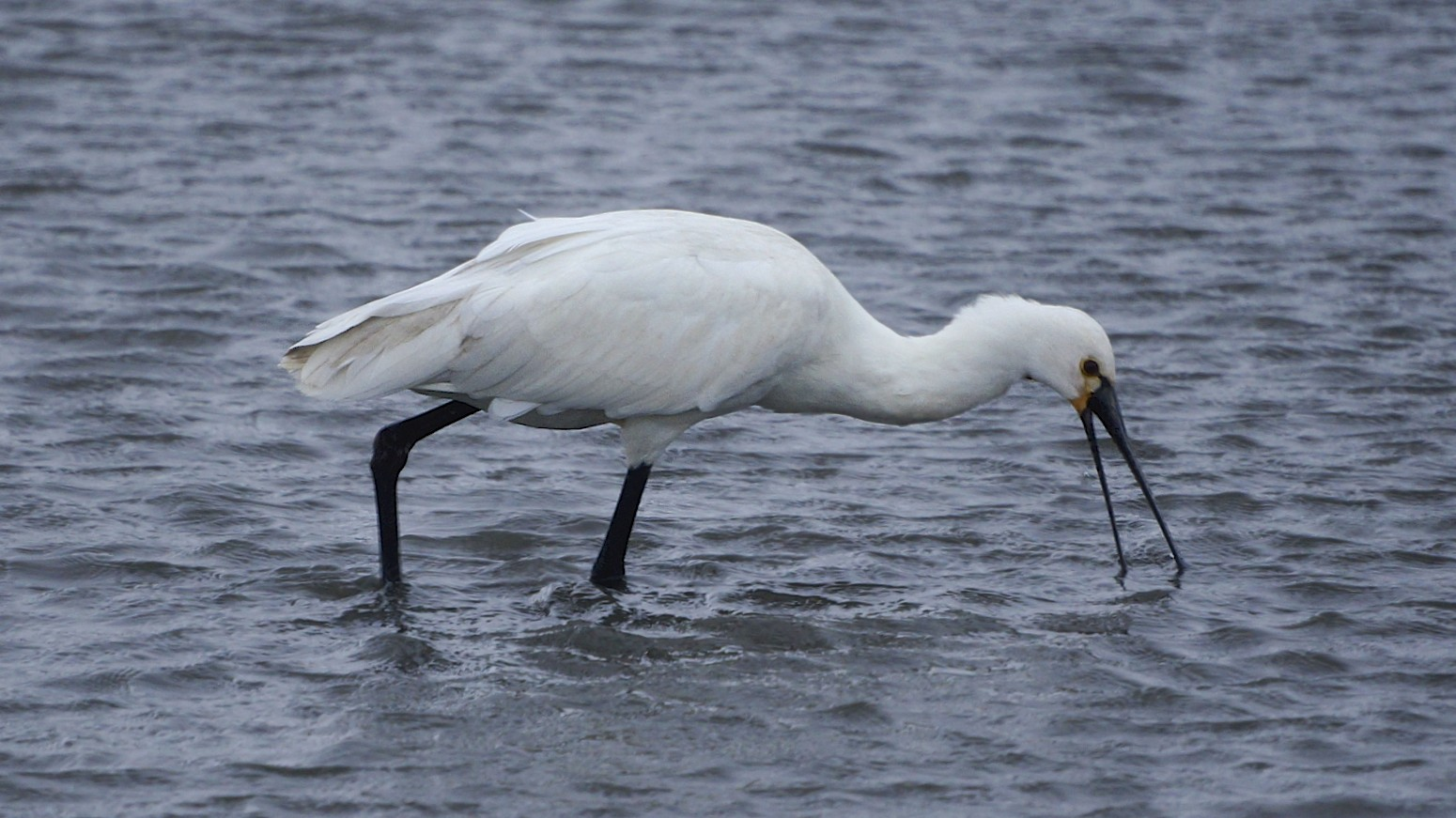
Las espátulas pescan manteniendo su pico abierto en la superficie del agua.

La mayoría de las poblaciones norteñas son totalmente migratorias, aunque solo se desplacen distancias cortas al sur, mientras que las poblaciones sureñas son sedentarias, dispersivas o parcialmente migratorias. Fuera de la época de cría las espátulas buscan alimento en solitario o pequeños grupos de hasta 100 individuos. La migración generalmente también se produce en bandadas del orden del centenar de espátulas. Su periodo de actividad se produce principalmente durante las mañanas y los atardeceres (aunque en las zonas costeras se alimenta siguiendo los ritmos de las mareas). Suelen dormir comunalmente en lugares que pueden llegar hasta a 15 km de sus áreas de alimentación.

### Alimentación

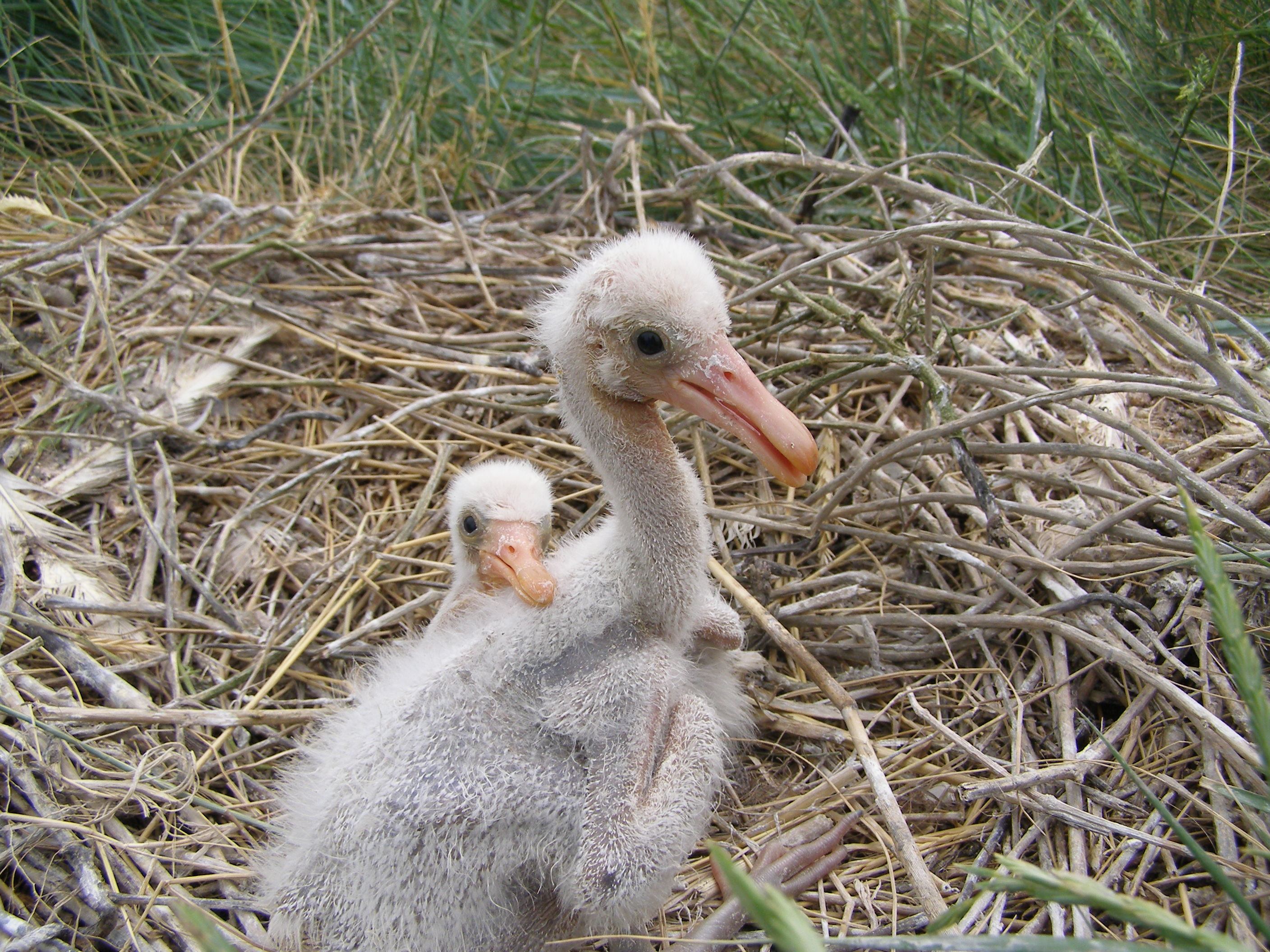
Al nacer su pico es bastante diferente del de los adultos.

Su dieta se compone de insectos acuáticos, moluscos, crustáceos, ranas, renacuajos, tritones, gusanos, sanguijuelas, y peces pequeños, de hasta 10–15 cm de largo. También come algas y pequeños fragmentos de plantas acuáticas (aunque posiblemente los ingiera accidentalmente junto a la materia animal).

### Reproducción
En el Paleártico, la especie cría en primavera, a partir de abril, pero en las zonas subtropicales de su área de distribución la reproducción coincide con la época de lluvias. Normalmente, cría en colonias compuestas solo por espátulas, o bien en pequeños grupos de su especie dentro de colonias mixtas con otras aves acuáticas, como garzas, garcetas o cormoranes.

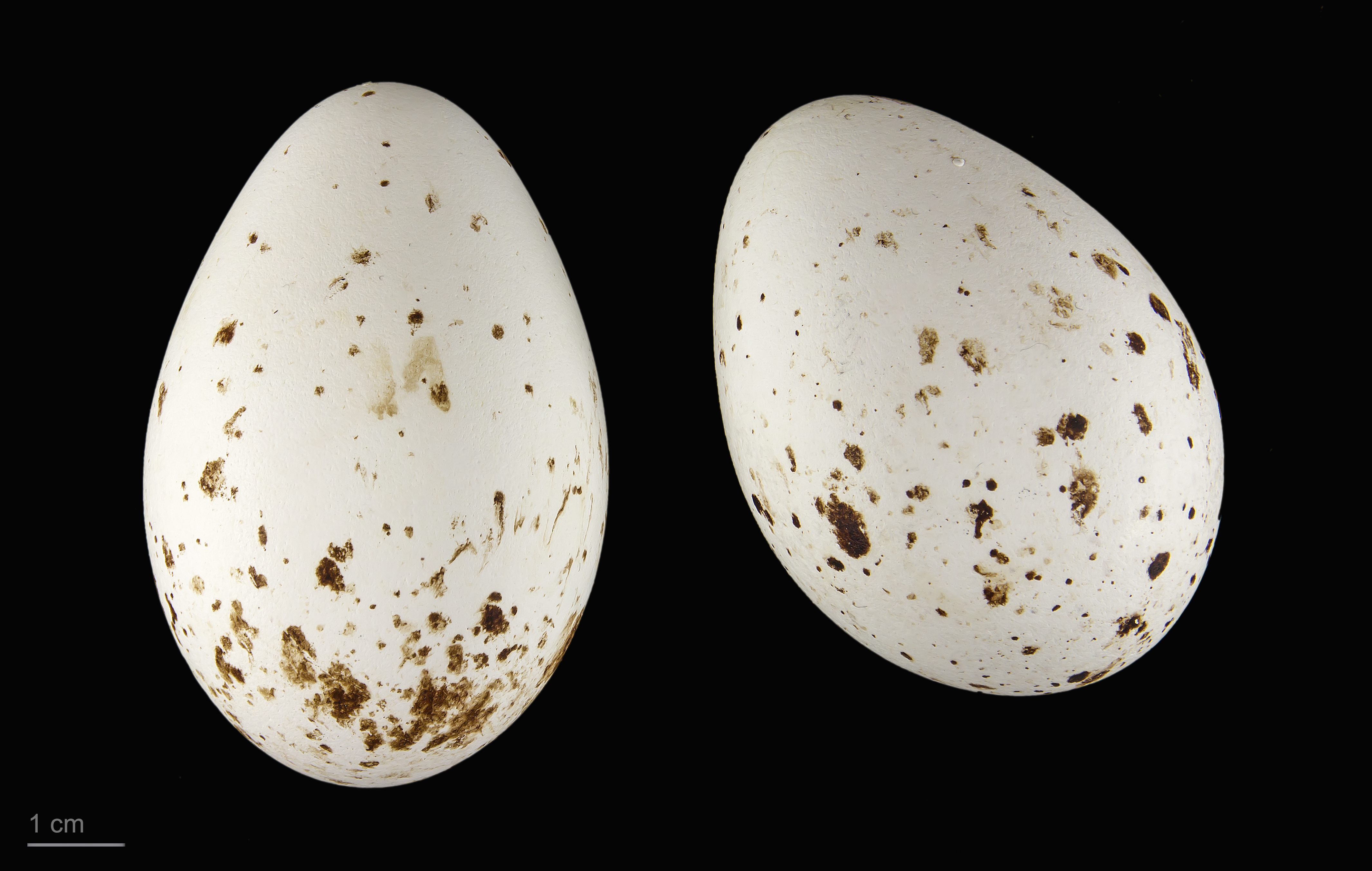
Platalea leucorodia - MHNT

Su nido consiste en una plataforma de ramitas y demás vegetación amontonada, que pueden construir tanto en el suelo de los islotes de lagos y ríos, como sobre la vegetación, bien en los lechos densos de juncos, o los arbustos, manglares o árboles de hoja caduca de hasta 5 m de altura. En las colonias los nidos vecinos generalmente están bastante cerca, a no más de uno o dos metros de distancia. Las colonias de cría normalmente se sitúan a unos 10–15 km de las áreas de alimentación, y a veces más cerca, aunque las espátulas pueden llegar a alimentarse hasta a 35–40 km de distancia.

## Conservación
La principal amenaza de la espátula común es la destrucción de su hábitat, como la desecación de los humedales y su degradación a causa de la contaminación. La espátula se ve afectada especialmente por la desaparición de los carrizales. En Grecia la sobrepesca y las perturbaciones del hábitat causaron un gran declive de la población, además de la antigua práctica de explotar sus huevos y polluelos para comérselos.